# 姫路市立妻鹿小学校
姫路市立妻鹿小学校（ひめじしりつ めがしょうがっこう）は、兵庫県姫路市飾磨区妻鹿に所在する公立小学校。

## 沿革
- 1873年（明治6年）8月25日 - 発蒙小学校が創設。
- 1874年（明治7年）8月1日 - 牝鹿小学校と改称。
- 1876年（明治9年）9月1日 - 粟生小学校と改称。
- 1877年（明治10年）4月1日 - 粟生小学校牝鹿分校と改称。
- 1887年（明治20年）4月1日 - 妻鹿簡易小学校として独立。
- 1892年（明治25年）10月27日 - 妻鹿村立妻鹿尋常小学校と改称。同日を創立記念日とする。
- 1913年（大正2年）4月1日 - 妻鹿村立妻鹿尋常高等小学校と改称。
- 1927年（昭和2年）11月1日 - 妻鹿町立妻鹿尋常高等小学校と改称。
- 1938年（昭和13年）4月1日 - 飾磨町立妻鹿尋常高等小学校と改称。
- 1940年（昭和15年）2月11日 - 飾磨市立妻鹿尋常高等小学校と改称。
- 1941年（昭和16年）4月1日 - 飾磨市立妻鹿国民学校と改称。
- 1946年（昭和21年）3月1日 - 飾磨市と姫路市が合併し、姫路市立妻鹿国民学校と改称。
- 1947年（昭和22年）4月 - 姫路市立妻鹿小学校と改称[1]。

## 通学区域
- 飾磨区妻鹿、飾磨区妻鹿日田町、飾磨区妻鹿常盤町、飾磨区妻鹿東海町[2]

※卒業後は基本的に姫路市立灘中学校に進学する。

## 通学区域が隣接している学校
- 姫路市立白浜小学校
- 姫路市立糸引小学校
- 姫路市立高浜小学校
- 姫路市立飾磨小学校